# Helsingin Idrottsföreningen Kamraterna
L'Helsingin Idrottsföreningen Kamraterna, també conegut com a HIFK, Helsingfors IFK o Helsingin IFK, originàriament Idrottsföreningen Kamraterna i Helsingfors, és un club esportiu finlandès de la ciutat de Hèlsinki.
Destaca en esports com el futbol, hoquei sobre gel, bandy, floorball, handbol, atletisme i bowling.

## Secció d'hoquei gel

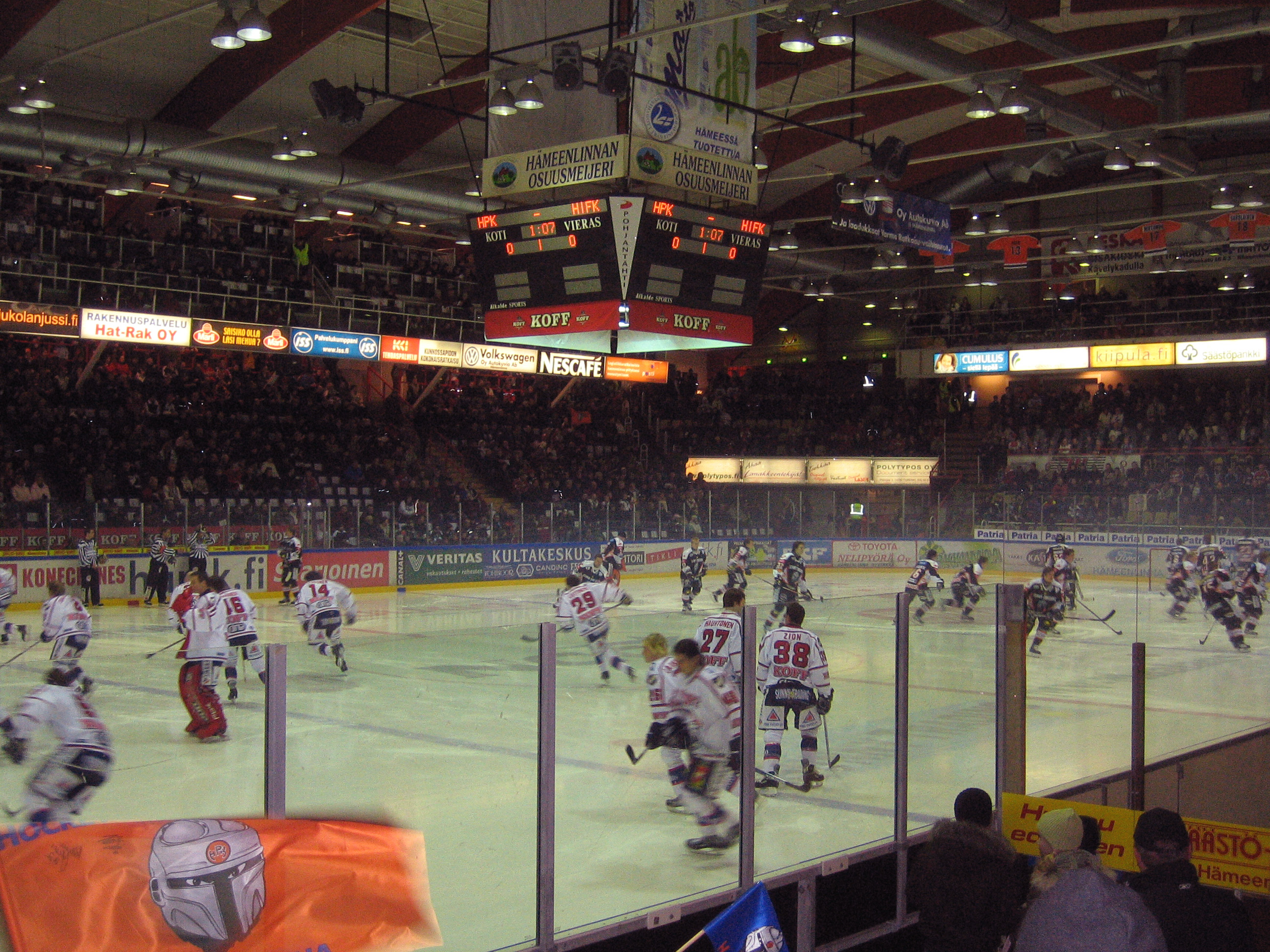
HIFK (blanc) escalfant abans d'un partit enfront l'HPK.

La secció d'hoquei gel del club s'inicià el 1927.

### Palmarès
- Lliga finlandesa d'hoquei gel (6):
  - 1969, 1970, 1974, 1980, 1983, 1998

### Jugadors d'hoquei gel destacats

#### Jugadors de l'HIFK a la NHL
- Niklas Bäckström
- Olli Jokinen
- Toni Lydman
- John Madden
- Ville Peltonen
- Brian Rafalski
- Jarkko Ruutu
- Tuomo Ruutu
- Tomas Vokoun
- Marek Zidlicky

#### Números retirats
- 1 Stig Wetzell, 1972–1983
- 5 Heikki Riihiranta, 1967–1983
- 7 Simo Saarinen, 1980–1996
- 17 Matti Murto, 1964–1983
- 20 Matti Hagman, 1972–1992
- 22 Mika Kortelainen, 1987–2002
- 23 Pertti Lehtonen, 1976–1998
- 35 Sakari Lindfors, 1985–2002

## Secció de futbol
La secció de futbol del club destacà al futbol finès entre dels dècades de 1930 i 1960, actualment milita en categories inferiors.

### Palmarès
- Lliga finlandesa de futbol (7):[1][2]
  - 1930, 1931, 1933, 1937, 1947, 1959, 1961